# Bartolomé Alijó
Bartolomé Alijó fue un escultor español.
Natural de Valencia, fue discípulo de la Academia de Bellas Artes de esa ciudad. Presentó ocho estatuas en la exposición regional allí celebrada en 1867 y alcanzó mención honorífica por un busto en mármol.
Un año después terminó un león de piedra destinado a una fuente de Almansa, del que hicieron, según Ossorio y Bernard, grandes elogios los periódicos de la localidad.